# Aérodrome de Quiberon
L’aérodrome de Quiberon (code OACI : LFEQ) est un aérodrome civil, ouvert à la circulation aérienne publique (CAP), situé à 1,5 km à l’est de Quiberon dans le Morbihan (région Bretagne, France).
Il est utilisé pour la pratique d’activités de loisirs et de tourisme (aviation légère, hélicoptère et parachutisme).

## Histoire
Entre 1917 et 1918 apparaît à Quiberon le premier terrain d'aviation. Il s'agit d'un terrain de l'aéronavale référencé V553-V483 qui, durant la fin du conflit surveillera les côtes du sud Morbihan.
Il est composé d'avions Caudron G4, Letord 4, Voisin 8.
L'aérodrome a été créé en 1955 par la commune de Quiberon. 
Dans les années 60, Louison Bobet, triple vainqueur du tour de France et champion du monde de cyclisme, décide de créer une thalassothérapie moderne à Quiberon. Sans la proximité de l'aérodrome avec le lieu d'implantation, Louison Bobet n'aurait surement pas installé celle-ci à Quiberon. Au début des années 70, il créait même sa propre compagnie aérienne, nommée Thalass Air connue aussi sous Air bobet), pour transporter les curistes entre l'aéroport de Paris-Le Bourget et l'aérodrome de Quiberon. 
En 1972, l'aérodrome accueillait 5 937 passagers dont 628 pour la compagnie aérienne de Louison Bobet, Thalass Air. 
En 2012, l'aérodrome a comptabilisé 6100 mouvements dont 85 % de jour et 15 % en soirée. L'arrêté municipal autorise les mouvements de 8h à 21 h. Le taux de croissance est de 2 %, soit environ 7890 mouvements prévus pour 2025.
Le projet de Plan d'exposition au bruit autour du secteur de l'aérodrome de Quiberon de septembre 2013 fait beaucoup de bruit entre les pro-aérodrome et les anti-aérodrome. Le dernier date de 1999.
En septembre 2016 l'abandon de la gestion de l’aérodrome de Quiberon est prévue au bénéfice de la Communauté de communes Auray Quiberon Terre Atlantique,.

## Situation
| \| 20 km1:801 000 \| Dinan Lannion Saint-Brieuc Ouessant Brest Morlaix Quimper Belle-Île Guiscriff - Scaër Ploërmel Pontivy Quiberon Lorient Vannes Redon Rennes Saint-Malo-Dinard BAN Lanvéoc-Poulmic BAN Landivisiau |
| 20 km1:801 000 |

## Installations
L'emprise de l'aérodrome couvre une surface de 18 ha dont 14 ha d'espaces verts. Il est desservi par les bus urbains QUIB'BUS du 1er juillet au 31 août de 8h00 à 20h00.
L’aérodrome dispose d’une piste bitumée orientée est-ouest (11/29), longue de 775 mètres et large de 25.
S’y ajoutent :
- une aire de stationnement ;
- des hangars ;
- une station d’avitaillement en carburant (100LL et Jet-A1) ;
- un restaurant ouvert à l'année[9];
- une location saisonnière de vélos.

L’aérodrome n’est pas contrôlé mais dispose d’un service d’information de vol (AFIS). Les communications s’effectuent sur la fréquence de 119,605 MHz.

## Projet de délocalisation de l'aérodrome
Le 8 janvier 1971, lors d’une séance plénière, il est évoqué  l’opportunité d’un nouvel aérodrome à Erdeven, à l’entrée de la presqu’île, se substituant à celui de Quiberon, enserré, en bordure de mer, par des habitations.

## Activités

### Activités actuelles de loisirs et de tourisme
Sur l'aérodrome, plusieurs activités se déroulent principalement l'été : aviation légère et parachutisme.
- Promenades aériennes
- Leçons de pilotage
- ULM
- Parachutisme

L'aéroclub a été créé en 1955 par Pierre Fournier.
Un restaurant est ouvert à l'année.

### Anciennes liaisons régulières
Air Ouest (créé en 1955)  a utilisé un service régulier entre Nantes, La Baule, Belle Ile et Quiberon, en utilisant une flotte de trois D.H.89 Rapide. Le service a cessé en 1960. 
La compagnie aérienne Quiberon Air Trafic créée en 1957 réalisait des vols touristiques, des vols réguliers l'hiver vers Belle-Ile-en-Mer et des vols sanitaires entre les iles et le continent dont particulièrement l'été à Belle-Ile-en-Mer,,. 
En 1963, la compagnie aérienne bretonne ROUSSEAU Aviation effectuait la ligne Quiberon-Belle-Ile-en-Mer, (18 km) en avion "Dragon Rapide" (De Havilland DH 89).
En 1972, la compagnie aérienne Thalass Air (ou Air Bobet), fondée par Louison Bobet pour son fils pilote, assurait également des liaisons de l'aérodrome de Quiberon vers Paris-Le Bourget Nord. Louison Bobet, amoureux du vélo et de l'aviation, faisait venir ses clients par avion à Quiberon pour profiter des joies de sa thalassothérapie de la pointe de Goulvars, premier institut moderne de thalassothérapie. Ses avions étaient enregistrés sous les raisons sociales "Thalass Air", "Air Bobet" ou sous son propre nom. 
Sa flotte était composée de :
- D-140 Mousquetaire n° F-BKSI (1967-68) , Société "Thalass-Air", siège Aérodrome de Quiberon[21].
- DR-221 Dauphin F-BPRA (1968-80), Société Thalass Air, Aérodrome de Quiberon[22].
- Piper PA-23-250 Aztec n° F-BRNU (1970-72), Société "Thalass-Air", Aérodrome Quiberon, puis "Air Bobet" siège Thalassothérapie de Quiberon[23].
- Beechcraft 65-A80 Queen Air n° F-BNAP (1971-74) , Société "Thalass-Air", Aérodrome de Quiberon[24].
- Beechcraft 65-90 King Air n° F-BTOK (1972-74), Société "Air-Bobet", siège thalassothérapie de Quiberon[25].
- Beechcraft 58 Baron n° F-BUYR (1974-80), Société "Thalass-Air", Aérodrome de Quiberon puis Louis Bobet ( Louison Bobet) Ave Hoche Paris 08[26] (Vente de 80% de la "Thalass-Air" en 1977[27]).
- D-140 Mousquetaire n° F-BKSB (1975-84), Société "Thalass-Air", Aérodrome de Quiberon[28].

En 1980, la société Belle Ile Air Service (créée par Jean-Claude Lalouse en 1979) assurait la ligne Belle-Ile-en-Mer vers le continent en atterrissant sur l'aéroport de Lorient avec un arrêt possible à Quiberon. Cette société fusionna avec la société d'économie mixte Finist'air en 1984, qui reprenait la ligne Lorient-Quiberon-Belle-Ile-en-Mer sous l'appellation commerciale Insul'Air, d'abord en Fokker de 5 places puis en 1993 en Cessna 208B "Grand Caravan" de 9 places (immatriculé F-GJFI).
Insul'Air assurera l'exploitation de cette liaison avec arrêt facultatif à Quiberon de 1984 à 1999. La ligne avait été reprise une dernière fois en juillet et août 2001, le week-end uniquement.

## Accidents

### Le crash de Quiberon
Le 30 juillet 1998, le vol régulier PRB 706 Lyon-Lorient de la compagnie Proteus Airlines percute un avion privé à 35 km de Lorient. Le vol régulier avait changé de trajectoire pour admirer le paquebot Norway qui mouillait dans la baie de Quiberon. Lors de son 360°, il entre en collision avec un Cessna qui avait décollé de Vannes pour admirer le paquebot. Le bilan est de quatorze morts pour le vol régulier (deux PNT et douze passagers) et un mort pour le vol privé.
Ce drame est sans rapport avec l'aérodrome de Quiberon.

### Accidents divers
15 avril 2005, un monomoteur de l'aéroclub de Quiberon s'abîme sur la plage du Conguel sans faire de victime. L'association Quiberon-calme et sécurité s'inquiète de la situation, l'aérodrome étant trop proche des habitations, campings ou plages. Il est pourtant bon de rappeler que c'est l'urbanisation qui a mangé l'aérodrome car dans les années 1960, il y avait rien ou presque.
24 avril 2008, un avion de l'Aéroclub de Quiberon s'écrase à 10 mètres de l'aérodrome dans le quartier de Port Haliguen, faisant 3 morts. L'avion s'est abîmé dans une zone résidentielle touristique heureusement peu occupée fin avril. Le débat sur la sécurité de l'aérodrome refait surface.
16 février 2010, un monomoteur rate son atterrissage. L'accident est dû à une erreur d'appréciation sur la distance d'atteinte de la piste en dur. Pas de blessé.
2 juillet 2011, un monomoteur qui décollait de l'aérodrome, s'écrase pour une raison indéterminée contre un arbre et une tente vide. 4 blessés dont 1 grièvement.
24 juillet 2013, un Jodel D1050 originaire de Nogaro et en provenance de Guiscriff sort de la piste après un atterrissage et quelques embardées sur la piste 11. Il termine sa course sur l'herbe. Aucun blessé n'est à déplorer parmi les 3 personnes à bord.

## Galerie photographique

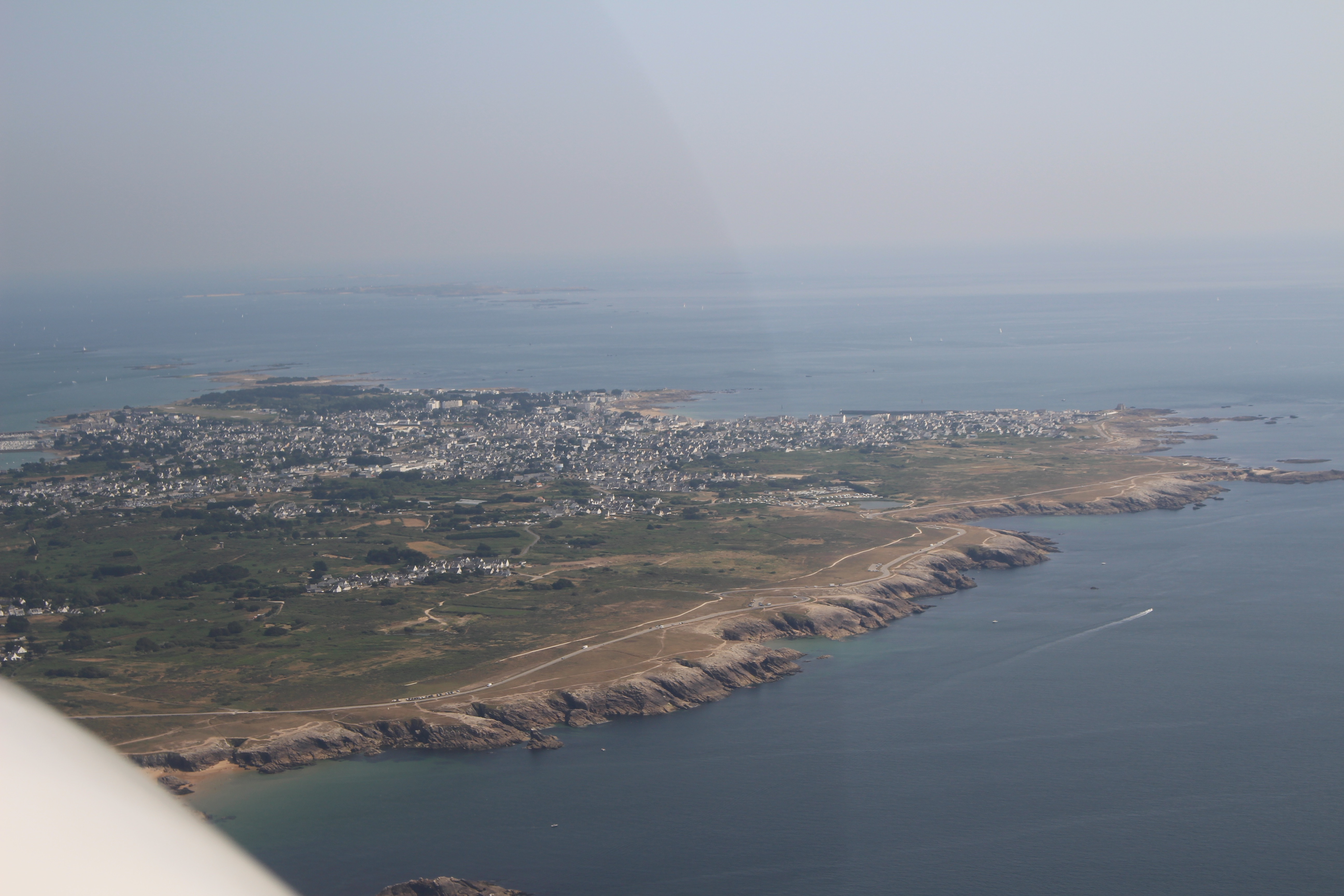
Vue aérienne de Quiberon avec en haut à gauche la piste de l'aérodrome
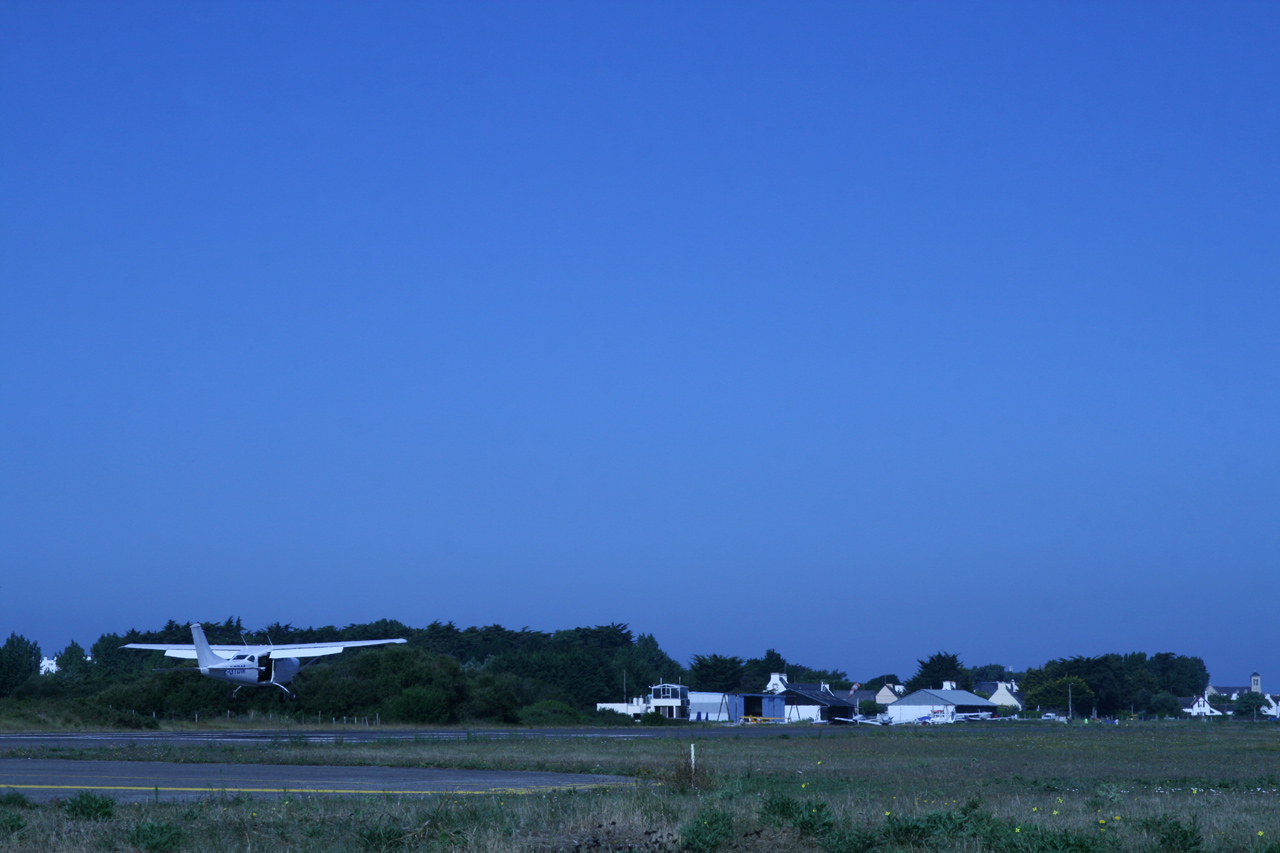
Aérodrome de Quiberon en juillet 2010
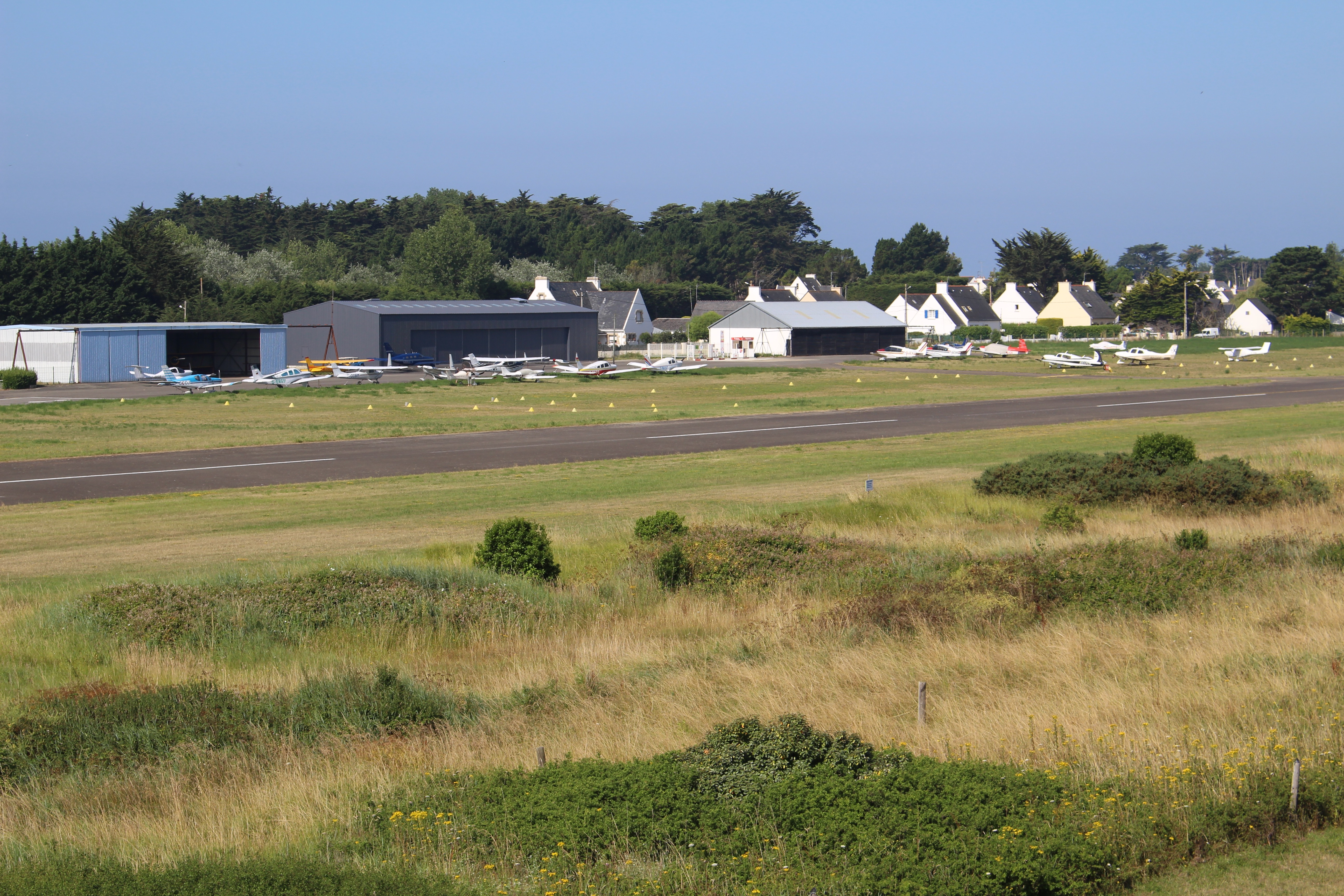
Aérodrome de Quiberon
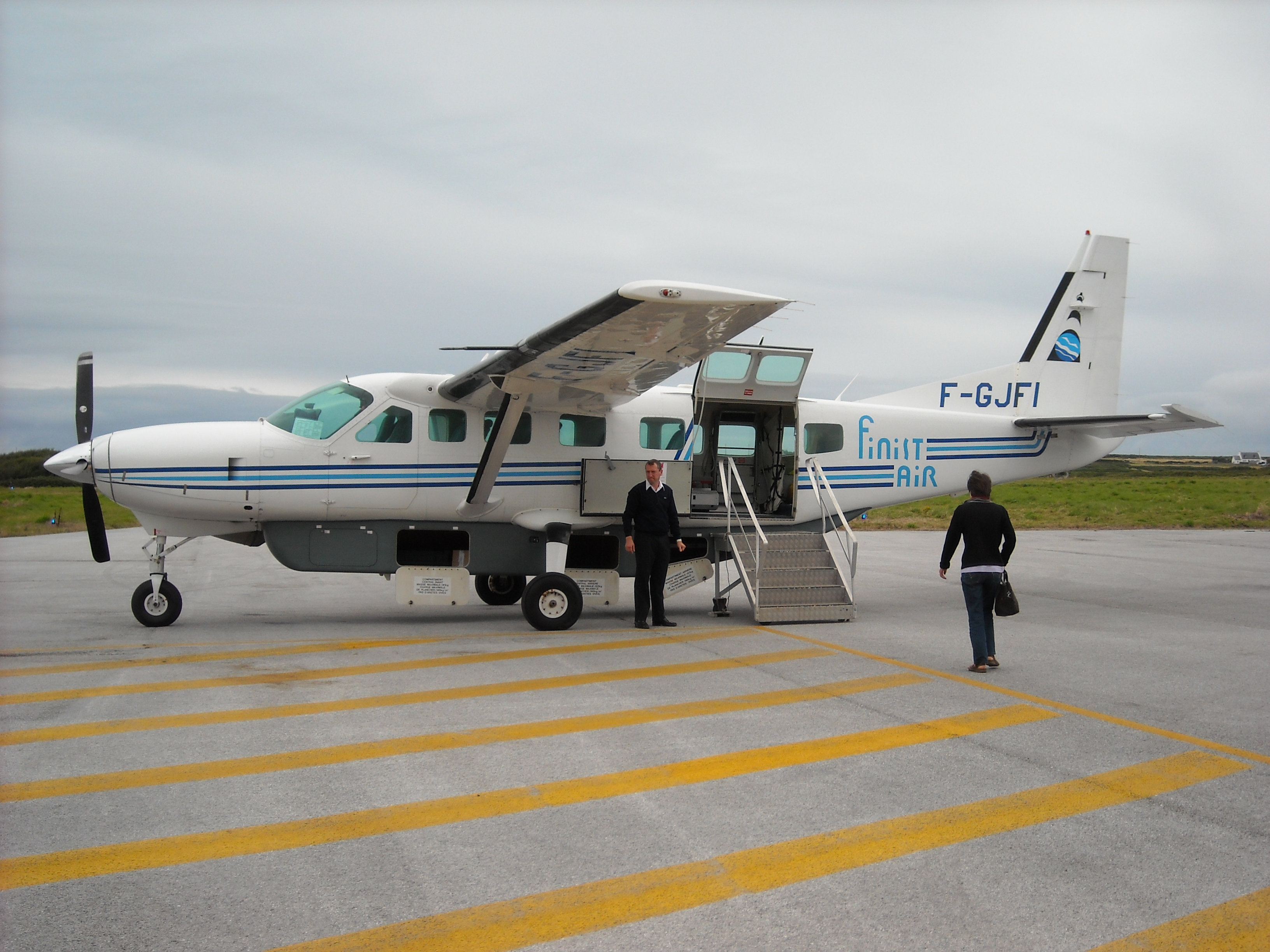
Cessna 208B (F-GJFI) qui assurait la liaison Lorient-Quiberon-Belle-Ile-En-Mer entre 1991 et 2001
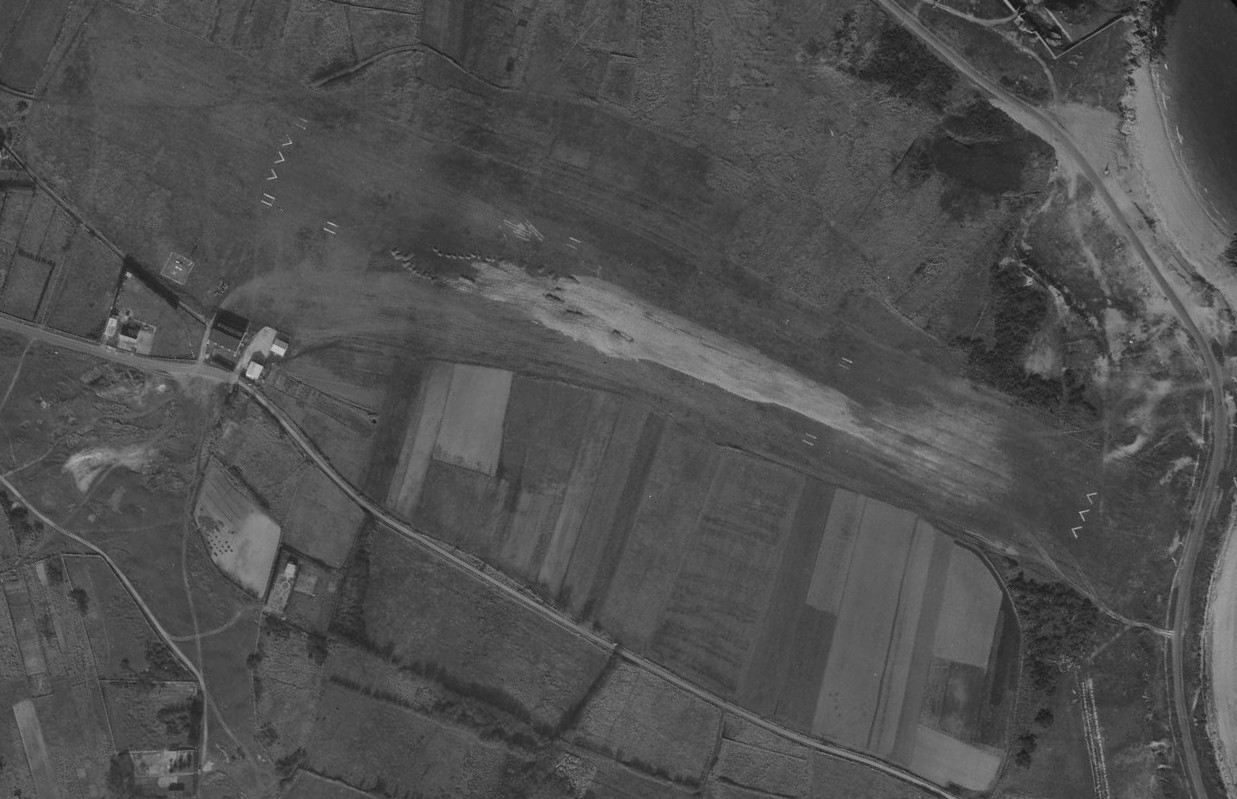
Aérodrome de Quiberon le 08 février 1964 avec sa piste en herbe
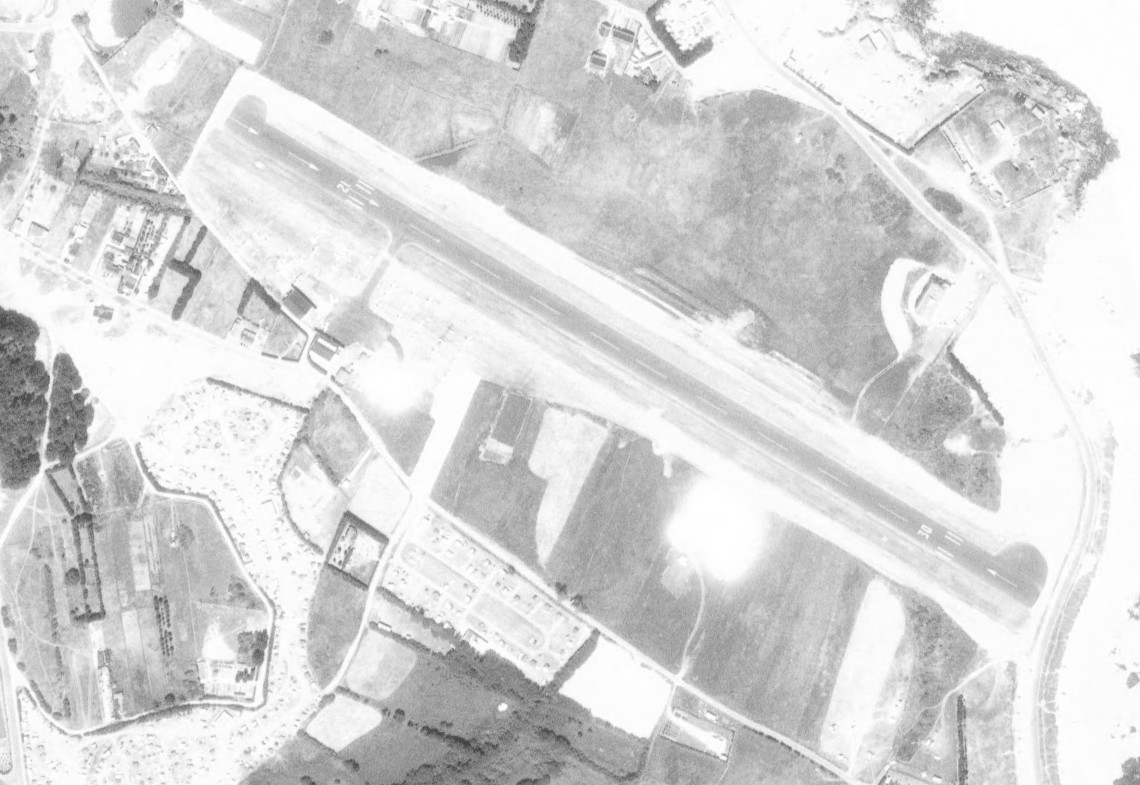
Aérodrome de Quiberon le 14 juillet 1972 avec sa piste bitumée 12/30
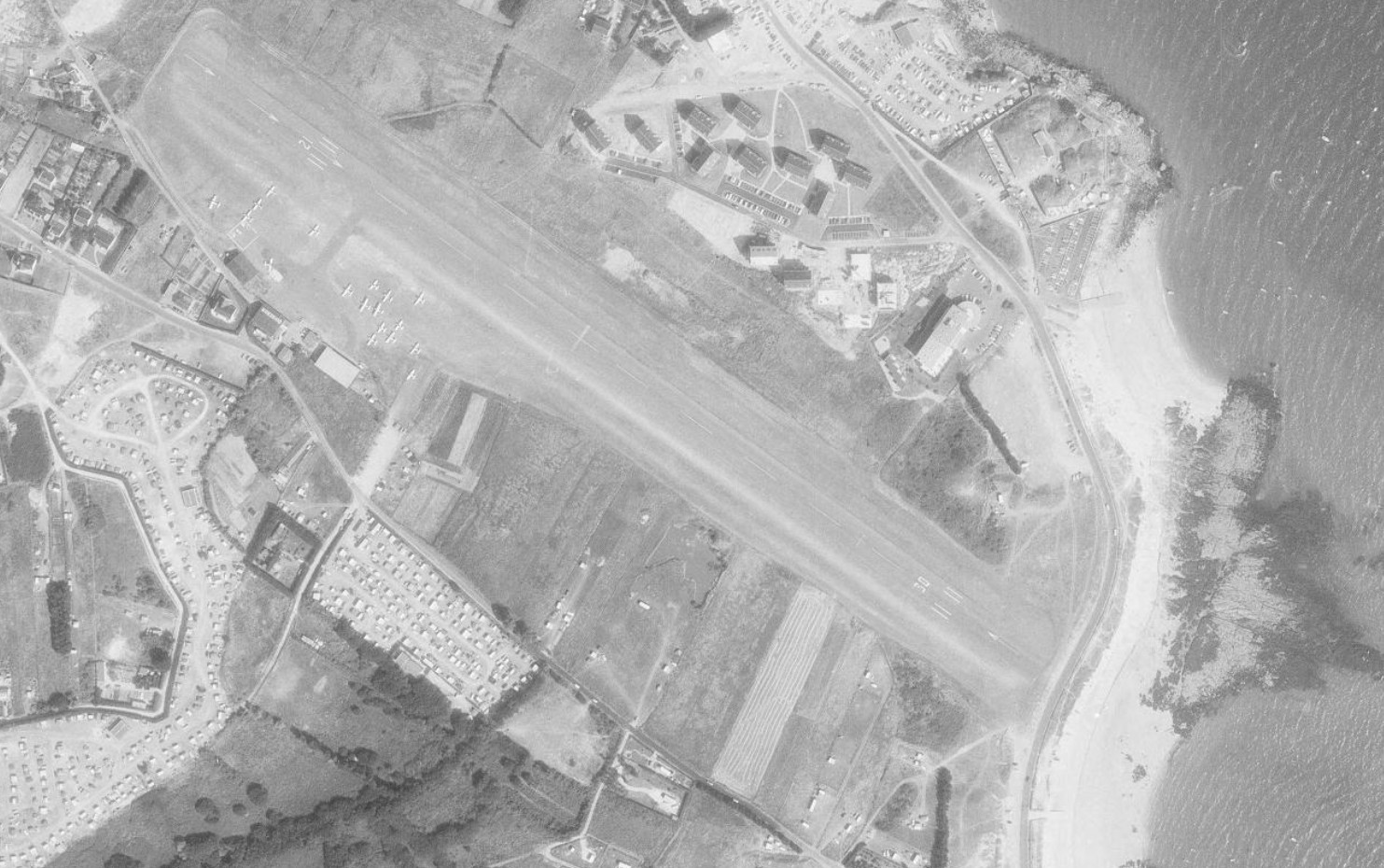
Aérodrome de Quiberon le 13 Août 1977 avec sa piste 12/30
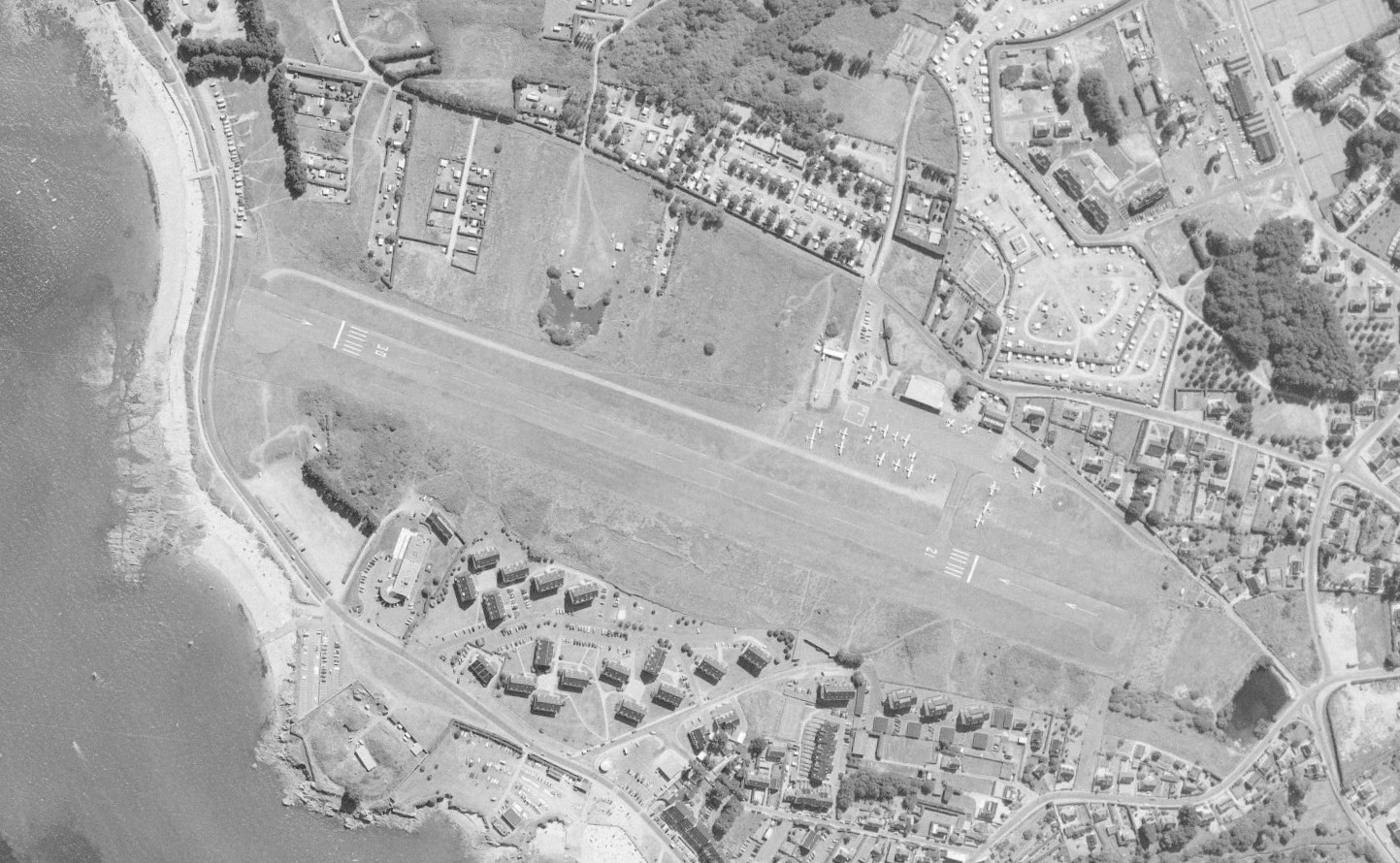
Aérodrome de Quiberon le 24 août 1991 avec sa piste 12/30
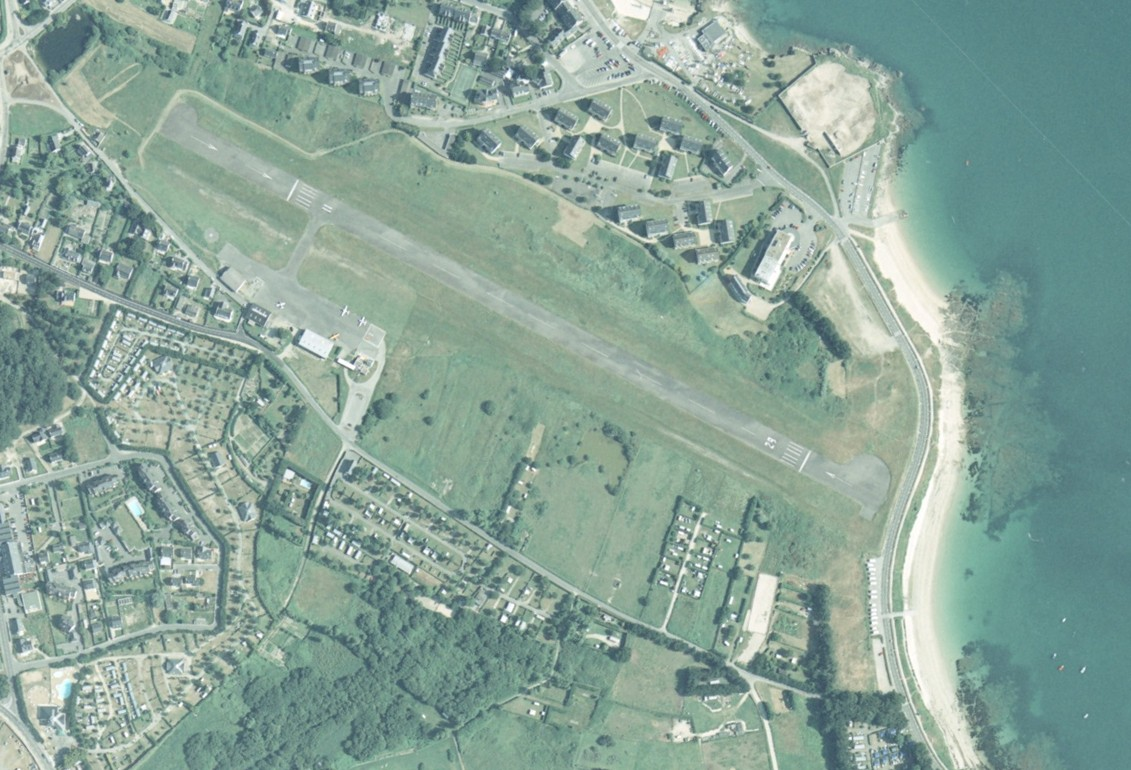
Aérodrome de Quiberon le 19 juin 1999 avec sa piste 11/29
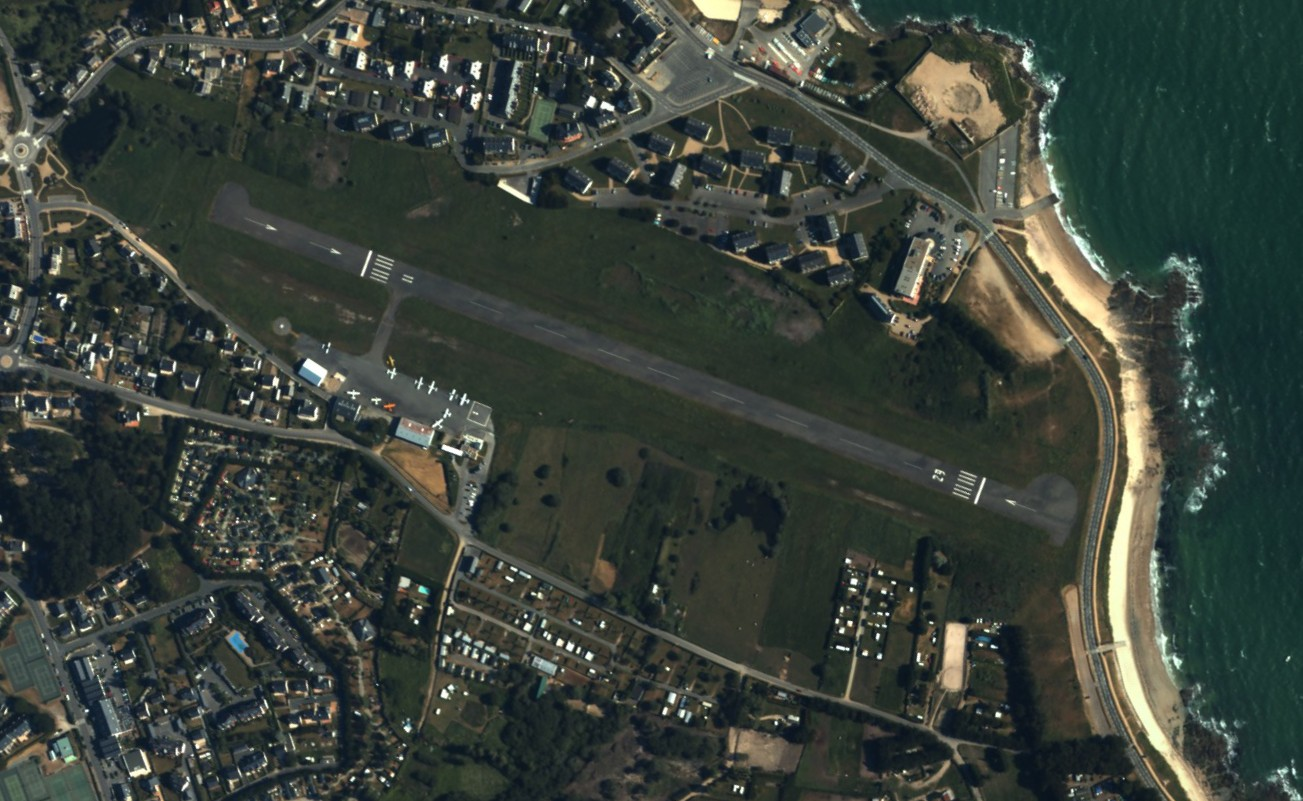
Aérodrome de Quiberon le 23 mai 2004 avec sa piste 11/29